# Sowiecka Formuła Easter Sezon 1985
1985 – dziewiąty sezon Sowieckiej Formuły Easter. Składał się z trzech eliminacji. Mistrzem został Wiktor Kozankow (Estonia 20).

## Kalendarz wyścigów
| Runda | Data        | Tor     | Pole position | Najszybsze okrążenie     | Zwycięzca (kierowcy) | Zwycięzca (zespoły) |
| ----- | ----------- | ------- | ------------- | ------------------------ | -------------------- | ------------------- |
| 1     | 14 kwietnia | Rustawi | ?             | Aleksandr Miedwiedczenko | Aleksandr Ponomariew | DOSAAF Togliatti    |
| 2     | 7 lipca     | Kijów   | ?             | ?                        | Valdas Jonušis       | DOSAAF Wilno        |
| 3     | 14 lipca    | Ryga    | ?             | ?                        | Mart Kongo           | Jõud Tallinn        |

## Klasyfikacja kierowców
| Legenda oznaczeń w tabelach wyników Wyświetl szablon na nowej stronie | Legenda oznaczeń w tabelach wyników Wyświetl szablon na nowej stronie                                                                     |
| Oznaczenie                                                            | Wyjaśnienie |
| --------------------------------------------------------------------- | --- |
| Złoty                                                                 | Zwycięzca lub mistrzostwo |
| Srebrny                                                               | 2. miejsce lub wicemistrzostwo |
| Brązowy                                                               | 3. miejsce lub II wicemistrzostwo |
| Zielony                                                               | Ukończył, punktował (w klasyfikacji generalnej, gdy zdobył co najmniej jeden punkt na przestrzeni sezonu, poza trzema powyższymi opcjami) |
| Niebieski                                                             | Ukończył, nie punktował (w klasyfikacji generalnej, gdy nie zdobył co najmniej jednego punktu na przestrzeni sezonu)                      |
| Czerwony                                                              | Nie zakwalifikował się (NZ) |
| Czerwony                                                              | Nie prekwalifikował się (NPK) |
| Różowy                                                                | Nie ukończył (NU) |
| Różowy                                                                | Niesklasyfikowany (NS) (w klasyfikacji generalnej, gdy nie został sklasyfikowany w żadnym wyścigu sezonu)                                 |
| Czarny                                                                | Zdyskwalifikowany (DK) |
| Czarny                                                                | Wykluczony (WYK/EX) |
| Biały                                                                 | Nie wystartował (NW) |
| Biały                                                                 | Kontuzjowany (K/INJ) |
| Biały                                                                 | Wyścig odwołany (OD/C) |
| Bez koloru                                                            | Został wycofany (WYC/WD) |
| Bez koloru                                                            | Nie przybył (NP/DNA) |
| Bez koloru                                                            | Nie brał udziału w treningach (NT/DNP) |
| Bez koloru                                                            | Nie został zgłoszony (–) |
| Pogrubienie                                                           | Start z pole position |
| Kursywa                                                               | Najszybsze okrążenie wyścigu |
| †                                                                     | Nie ukończył, ale jego rezultat został zaliczony ze względu na przejechanie więcej niż 90% dystansu wyścigu.                              |
| *                                                                     | Sezon w trakcie |
| 1/2/3                                                                 | Punktowana pozycja w sprincie kwalifikacyjnym                                                                                             |
| Lista systemów punktacji Formuły 1                                    | |

| Poz. | Kierowca                 | Zespół                 | RST | CZJ | RGA | Punkty |
| ---- | ------------------------ | ---------------------- | --- | --- | --- | ------ |
| 1    | Wiktor Kozankow          | Spartak Moskwa         | 2   | NU  | 2   | 175    |
| 2    | Toivo Asmer              | Jõud Tallinn           | 3   | NU  | 4   | 148    |
| 3    | Raimonds Gudriķis        | DOSAAF Kandawa         | 6   | 2   | 8   | 142    |
| 4    | Aleksandr Ponomariew     | DOSAAF Togliatti       | 1   | NU  | NU  | 136    |
| 5    | Urmas Põld               | Kalev Tallinn          | 7   | 4   | 5   | 135    |
| 6    | Ivars Krūmiņš            | DOSAAF Ryga            | NU  | 7   | 3   | 132    |
| 7    | Mart Kongo               | Jõud Tallinn           | 10  | NU  | 1   | 131    |
| 8    | Edgard Lindgren          | DOSAAF Moskwa          | 4   | NU  | 6   | 125    |
| 9    | Valdas Jonušis           | DOSAAF Wilno           | NU  | 1   | NU  | 112    |
| 10   | Aleksiej Warawin         | DOSAAF Kijów           | NU  | 6   | 7   | 111    |
| 11   | Witalij Komarow          | Spartak Krasnodar      | 8   | 5   | NU  | 107    |
| 12   | Aleksandr Ceruaszwili    | DOSAAF Tbilisi         | 5   | 10  | NU  | 99     |
| 13   | Boris Eylandt            | DOSAAF Tallinn         | NU  | 3   | -   | 79     |
| 14   | Wiktor Gasenko           | Sowieckaja Armia Kijów | 9   | NU  | 9   | 78     |
| 15   | Walerij Sułtanow         | DOSAAF Machaczkała     | 11  | 9   | NU  | 75     |
| 16   | Walerij Moraczewskij     | DOSAAF Czernihów       | -   | 8   | NU  | 63     |
| 17   | Normunds Grasbergs       | DOSAAF Kandawa         | -   | 11  | NU  | 61     |
| 18   | Väino Pentus             | DOSAAF Tallinn         | 12  | 12  | NU  | 52     |
| 19   | Aleksandr Zagradin       | DOSAAF Leningrad       | -   | NU  | NU  | 37     |
| 20   | Aleksandr Miedwiedczenko | Sowieckaja Armia Kijów | 13  | NU  | NU  | 17     |